# Izzy
Izzy foi a mascote dos Jogos Olímpicos de Verão de 1996 em Atlanta. Foi criada em 1991 pelo designer gráfico John Ryan, a mascote para a Olimpíada foi apresentada ao público na cerimônia de encerramento dos Jogos Olímpicos de Barcelona em 1992, como "Whatizit" (nome baseado na frase "What's it?", O que é isso?) porque ninguém sabia exatamente o que realmente era. Em contraste com a tradição de mascotes de importância nacional ou regional da cidade organizadora dos Jogos Olímpicos, a mascote era um amorfo, uma figura fantasia concebida por computador. A recepção do novo mascote não foi boa, e a organização dos Jogos Olímpicos pediu que redesenhasse o personagem, aplicando-lhe uma maior capacidade atlética e algumas mudanças supérfluas. Em outubro de 1995, foi apresentada a versão final, conhecida como "Izzy" e a mascote foi concluída. Izzy não gozou da mesma popularidade que Cobi durante os Jogos Olímpicos anteriores, sendo menos promovida pelos organizadores do evento uma vez que o mascote foi particularmente destinado às crianças. Izzy foi a 13ª mascote oficial dos Jogos Olímpicos.
- Izzy